# SV Leipzig-Thekla
SV Leipzig-Thekla is een Duitse voetbalclub uit Thekla, een stadsdeel van Leipzig, Saksen.

## Geschiedenis
De club werd opgericht in 1922 als ATSV Thekla en sloot zich aan bij de arbeidersvoetbalbond ATSB. Na de machtsgreep van de NSDAP werden alle arbeidersclubs ontbonden. Hierop werd in hetzelfde stadion de nieuwe club ATV Thekla opgericht, dat zich aansloot bij de burgercompetitie en ging spelen in de Leipzigse competitie. Op 29 juni 1944 werd het stadion getroffen door een bomaanslag. Tijdens de Tweede Wereldoorlog sneuvelden 23 leden van de club.
Na de oorlog werden alle Duitse clubs ontbonden. Er werd een nieuwe club opgericht, SG Thekla dat in 1949 het BSG-statuut aannam onder de naam BSG Union Leipzig. In 1951 verliet het eerste elftal de club en sloot zich bij BSG Rotation Nord aan. Twee jaar later werd Union ontbonden en werd BSG Empor Nordost Leipzig opgericht. In mei 1957 werd BSG Traktor Leipzig opgericht. Nadat Empor Nord in 1958 ontbonden werd sloten de spelers zich bij Rotation Südwest en Traktor aan.
Na de Duitse hereniging werd het BSG-statuut ontbonden en werd de naam SV Leipzig-Thekla aangenomen.